# Cratère de Vix
Pour les articles homonymes, voir Vix.
Le cratère de Vix est un cratère de bronze utilisé pour contenir le vin, découvert en 1953 dans la tombe de Vix, sépulture d'une princesse celte à Vix (Côte-d'Or), et daté d'environ 530 ans av. J.-C. Il est conservé et exposé au musée du Pays châtillonnais, à Châtillon-sur-Seine.

## Historique
La tombe de Vix est découverte le 6 janvier 1953 par Maurice Moisson, agriculteur à Vix et par René Joffroy, archéologue autodidacte, président de la société archéologique locale et responsable des fouilles. Cette sépulture est située dans un champ, sous un tumulus arasé dont ne subsistent plus que des pierres éparses qui attirent l'attention de Maurice Moisson. Le caveau, comblé de terre au fil du temps, est resté inviolé.

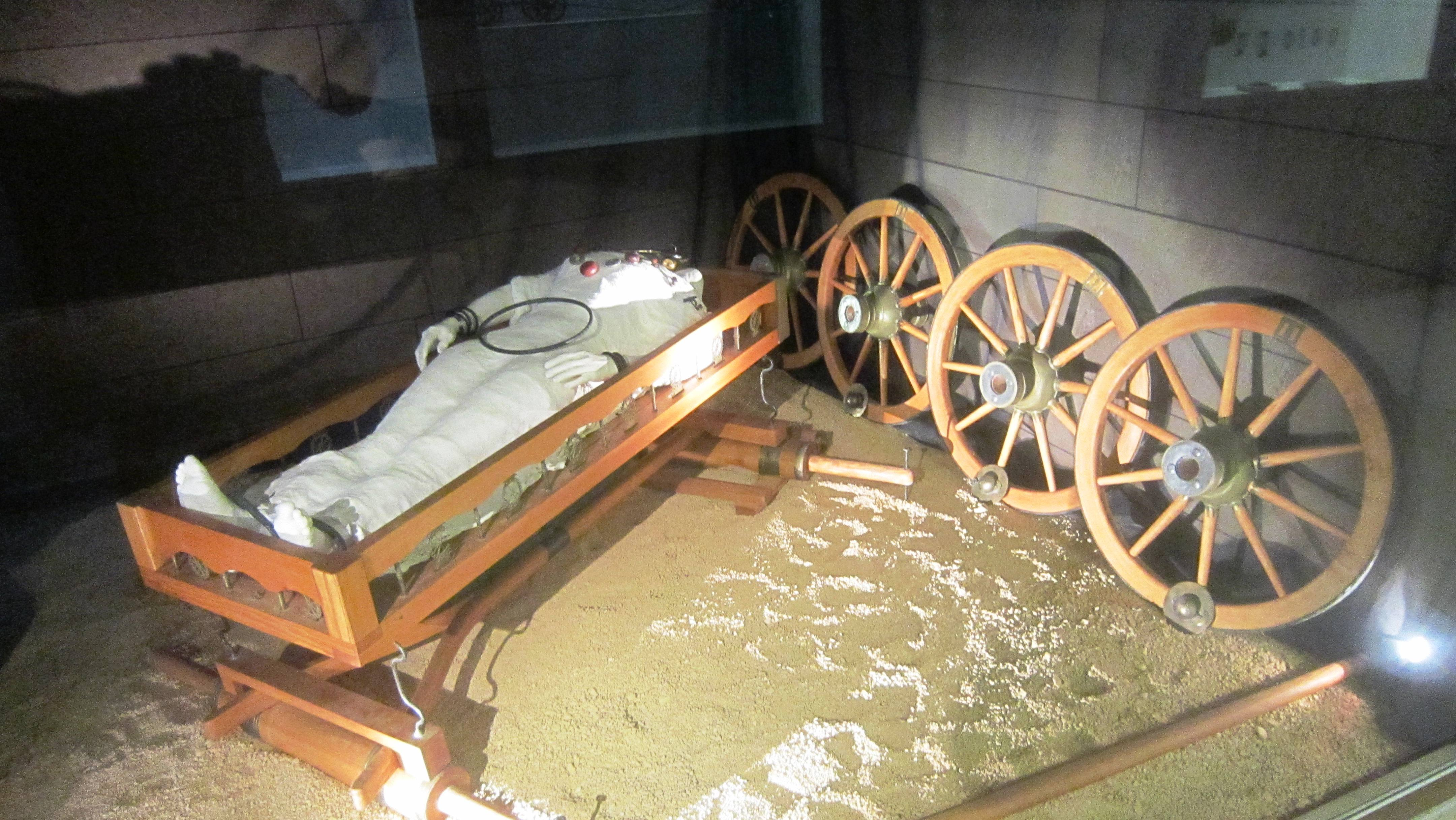
La tombe de Vix (reconstitution au musée du Pays châtillonnais).

## La tombe
Une fois dégagé, dans des conditions assez difficiles, le caveau se révèle être la tombe à char d'une femme, vite surnommée la princesse de Vix (ou encore la dame de Vix), qui livre un important mobilier funéraire, bijoux, céramique et vaisselle de bronze. La pièce maîtresse de cette vaisselle est un cratère à volutes en bronze d'une contenance de 1 100 litres, le plus grand que l’Antiquité nous ait légué, sans doute sorti d’un atelier corinthien de la Grande-Grèce (Tarente ou Sybaris), vers 525 av. J.-C..
Sur le sol, des pigments bleu et rouge proviennent de tentures ou de peintures décoratives. La princesse est ornée de parures à caractère local : collier de grosses perles de pierre et d’ambre, anneaux de cheville en bronze, bracelet de lignite, fibules aux cabochons de corail. Elle porte à la nuque un torque, collier celte en or fin (480 g), travail unique, d’un orfèvre initié aux techniques méditerranéennes.
Plus généralement, la tombe de Vix fait partie de l'ensemble des tombes (Ca' Morta, Hochdorf, Le Moutot, Reinheim, Kleinaspergle, Waldalgesheim…) où les motifs de décoration et objets sont liés au banquet funéraire (services à boire, vases, coupes).

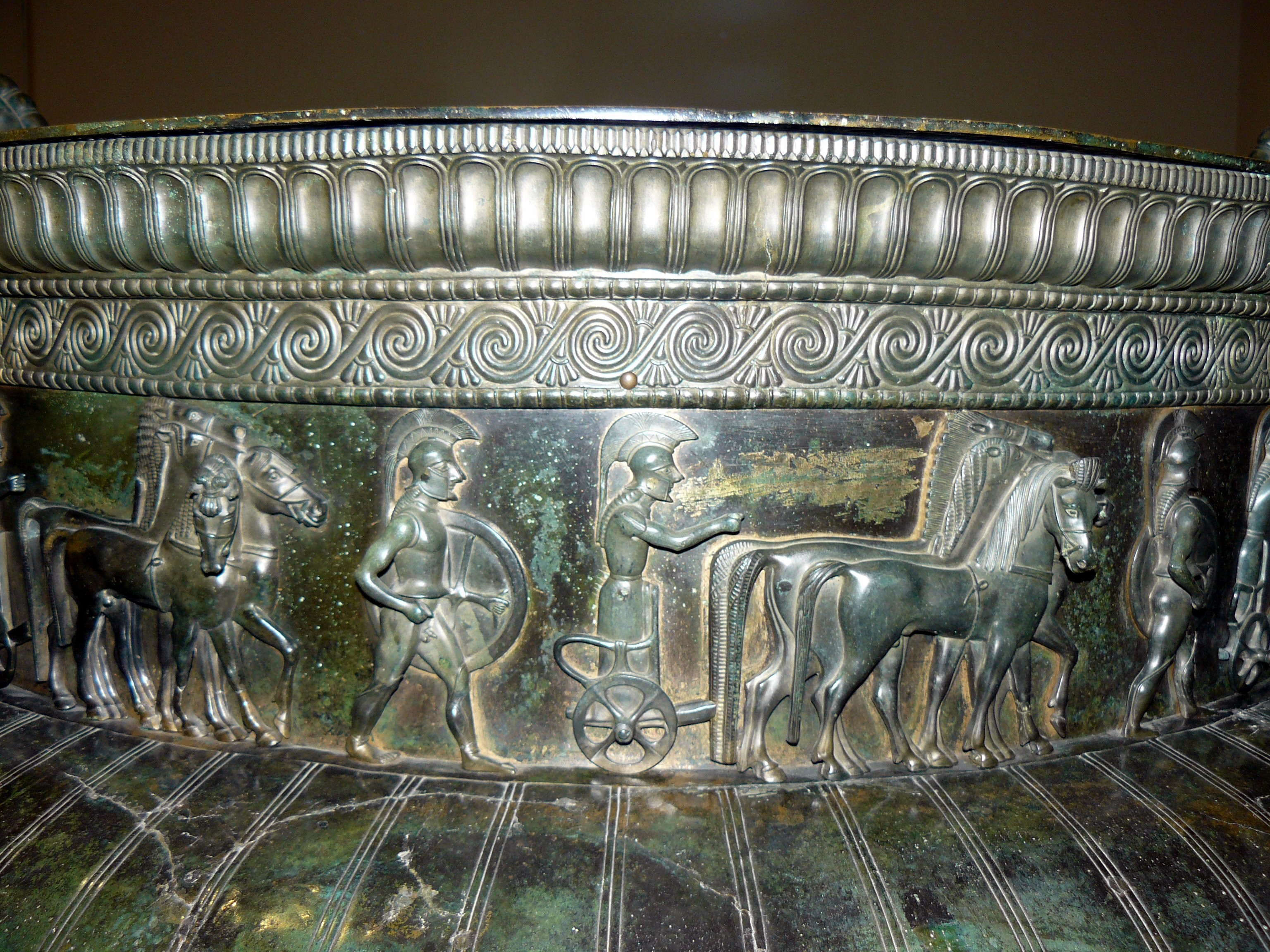
Détail de la frise avec ses quadriges.

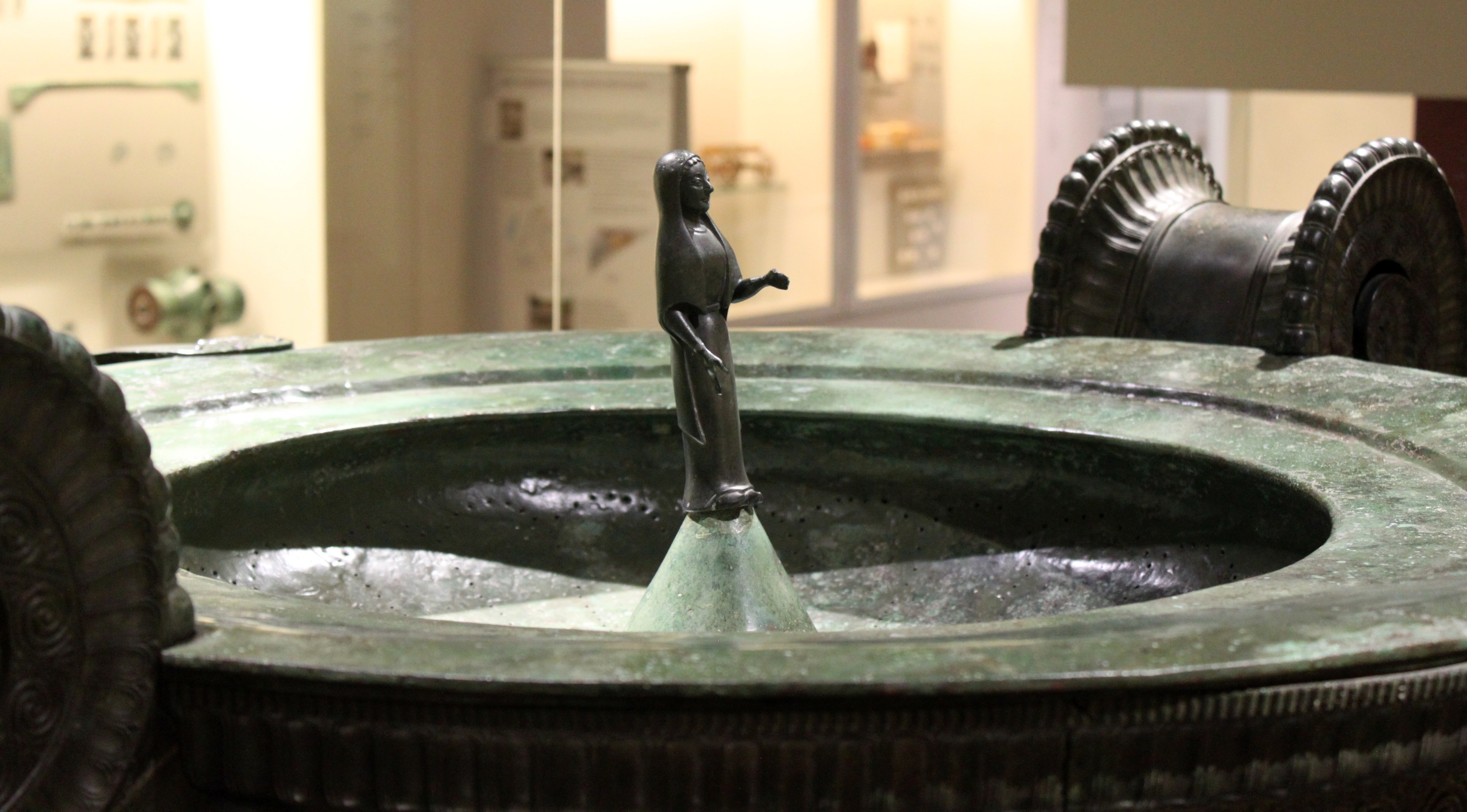
Le couvercle et la dame le surmontant.

## Le cratère
Le cratère est un artéfact remarquable de par sa facture et ses dimensions pour un vase de la période de Hallstatt. L'ensemble pèse 208,6 kg pour une hauteur de 1,64 m. Il est constitué de plusieurs pièces réalisées séparément et assemblées dont :
- La coupe, en bronze martelé. Son fond est arrondi, son diamètre maximal est de 1,27 m et sa capacité est de 1 100 litres, l'épaisseur moyenne de la paroi varie entre 1 et 1,3 mm. Sa réalisation est une prouesse technique, preuve d'une excellente maîtrise de la matière[1]. Lors de sa découverte, du fait de l'effondrement du toit du caveau, le cratère est retrouvé écrasé, les anses se retrouvant au niveau du pied ; un travail de restauration permet de le retrouver dans son état originel.
- Le pied, pièce coulée d'un diamètre à la base de 74 cm, pèse 20,2 kg. Il reçoit le fond de la cuve et assure la stabilité de l'ensemble. Il est décoré de motifs classiques de végétaux stylisés.
- Les anses, fonte de bronze d'un poids de 46 kg chacune. En forme de volutes d'une hauteur de 55 cm, elles sont richement décorées de gorgones grimaçantes et tirant la langue. Ces créatures ornant diverses armes et objets conféraient à ceux-ci, selon les Grecs, des vertus apotropaïques.
- La frise des hoplites décore le tour du col qui est un cercle rapporté enserrant le haut de la cuve et supportant les anses. Huit quadriges conduits par un aurige de plus petite taille, suivant la règle d'isocéphalie nécessitée par la composition, sont suivis chacun par un hoplite à pieds en armes. Cette frise est un chef-d'œuvre en matière de  bas-relief  de la Grèce antique.
- Le couvercle, feuille de bronze martelée de 13,8 kg, couvrait l'ouverture du cratère. Il est concave et perforé de multiples trous qui font penser qu'il servait en fait de passoire. En son centre, un ombilic relevé supporte une statuette.
- La statuette du couvercle, en bronze coulé, mesure 19 cm de haut et représente une femme, une main en avant qui tenait peut-être un objet maintenant perdu. Elle est vêtue d'un péplos, la tête recouverte d'un voile. Cette statuette de bronze, de facture manifestement locale, apparaît bien différente des autres éléments du vase.

## Contexte
Les cratères étaient, dans l'Antiquité, destinés à composer un mélange entre le vin, toujours bu dilué avec de l'eau, et agrémenté de divers aromates. La boisson y était ensuite puisée et distribuée aux convives lors de célébrations rituelles ou festives. Le cratère de Vix étonne par ses proportions et par la distance qu'il a dû parcourir pour parvenir des ateliers de la Grande-Grèce jusqu'à cet oppidum bourguignon. Cet extraordinaire témoignage des ateliers corinthiens est enseveli une trentaine d'années après sa réalisation. Ce vase de grand prestige est certainement bien trop grand pour être utilisé. C'est très certainement un cadeau relevant de dons mutuels entre princes et puissants. Son enfouissement dans ce tumulus a dû être suivi relativement rapidement par un déclin de la principauté et des événements tragiques qui ont abouti à en perdre la mémoire, permettant ainsi sa préservation jusqu'à sa découverte en 1953.

## Conservation
Le cratère est restauré par Albert France-Lanord et Aimé Touvenin au laboratoire d'archéologie des métaux du musée de l'Histoire du fer de Jarville-la-Malgrange, près de Nancy,. Le cratère et la totalité des pièces trouvées dans la sépulture de la tombe princière de Vix sont exposés au musée du Pays châtillonnais, à Châtillon-sur-Seine.
Le cratère fait l'objet d'un timbre commémoratif des PTT, dû à Jacques Combet, émis en 1966.

## Galerie

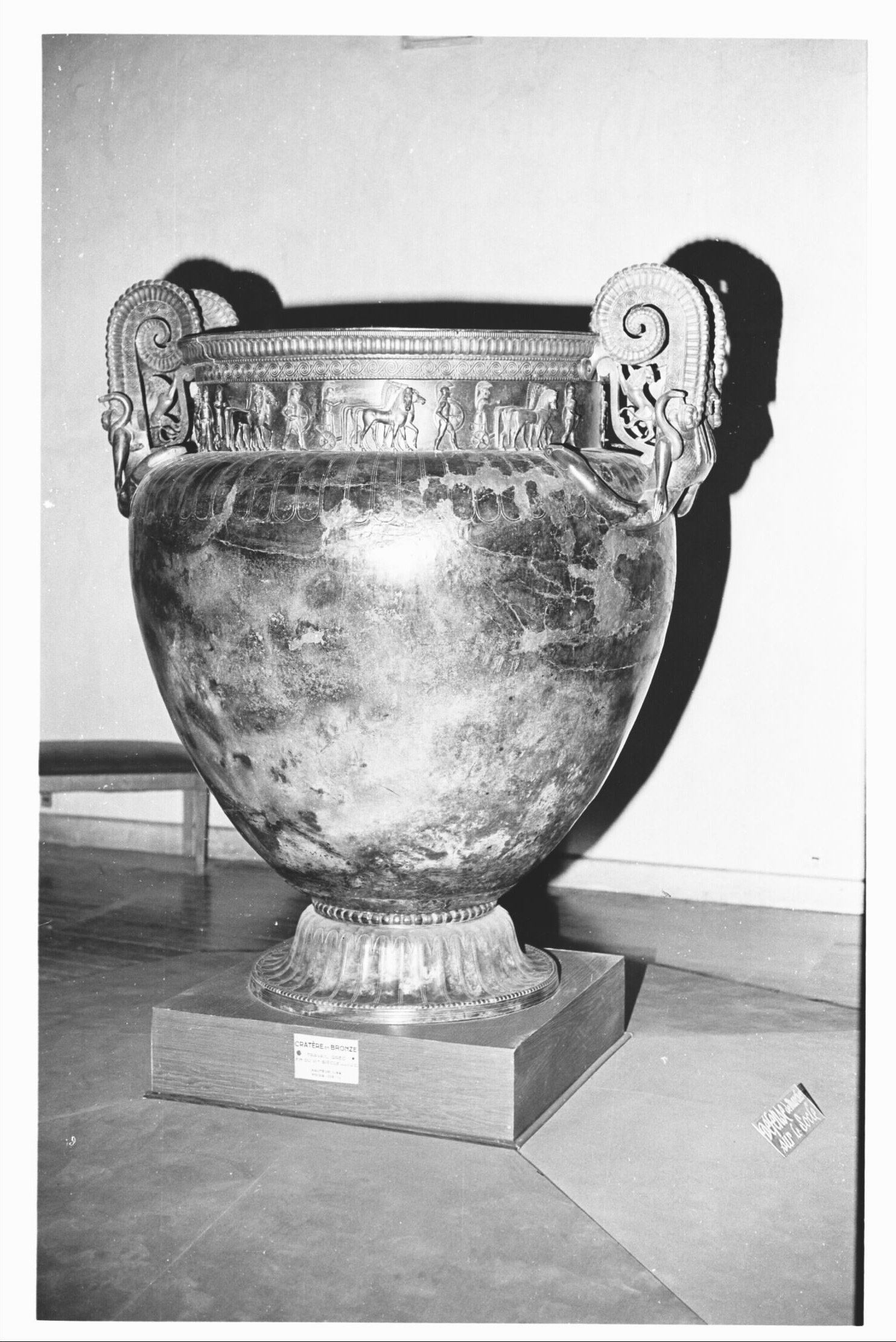
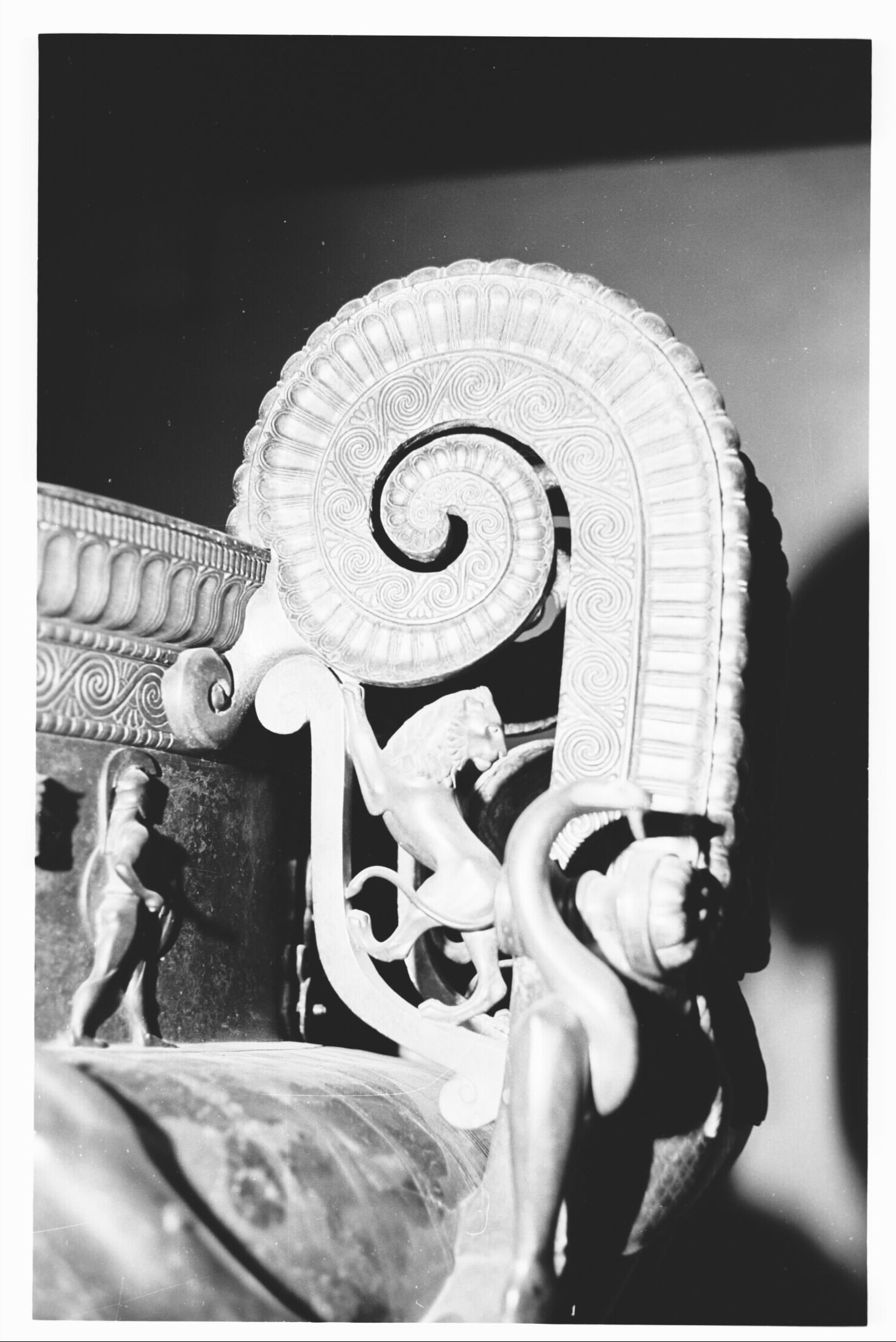
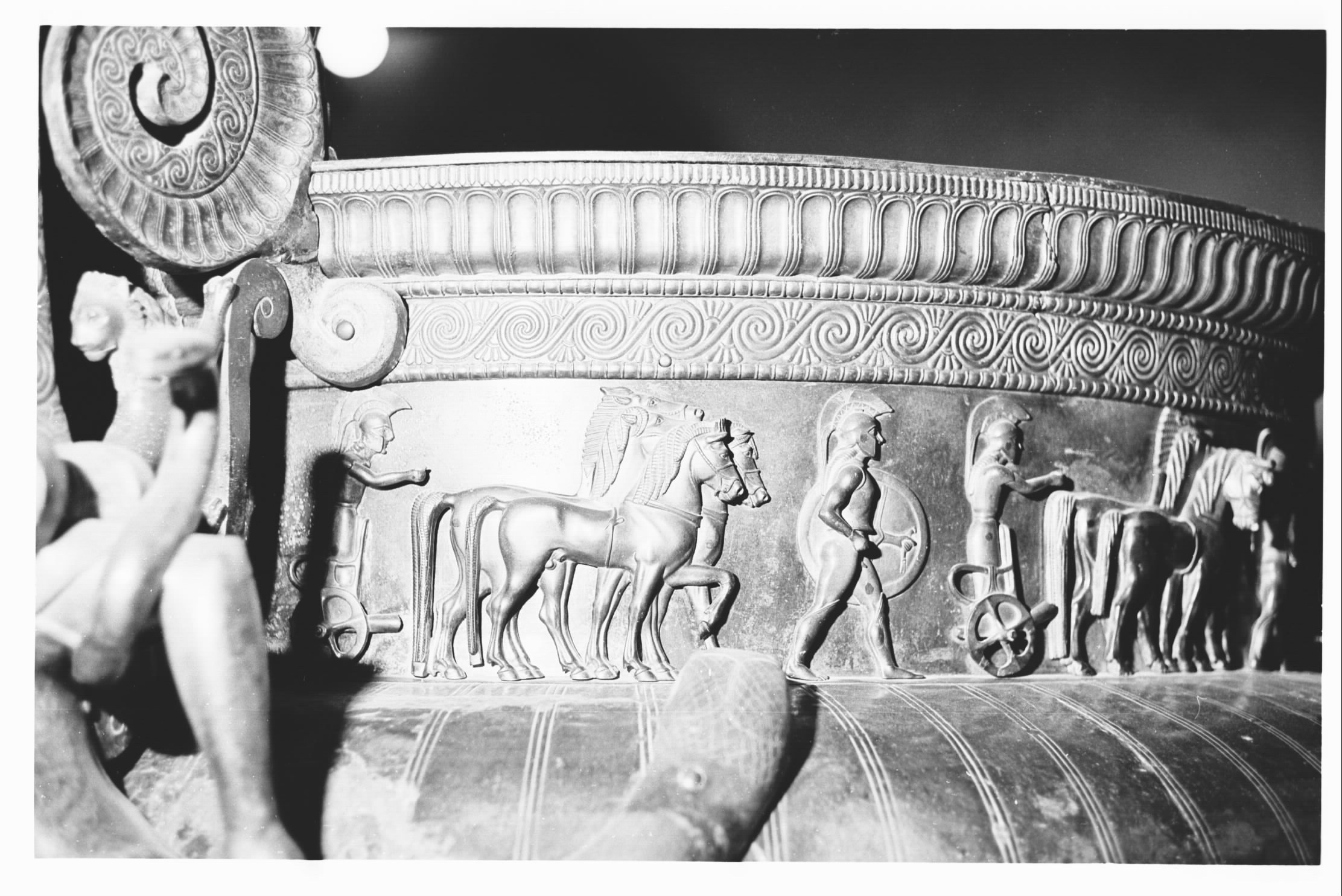
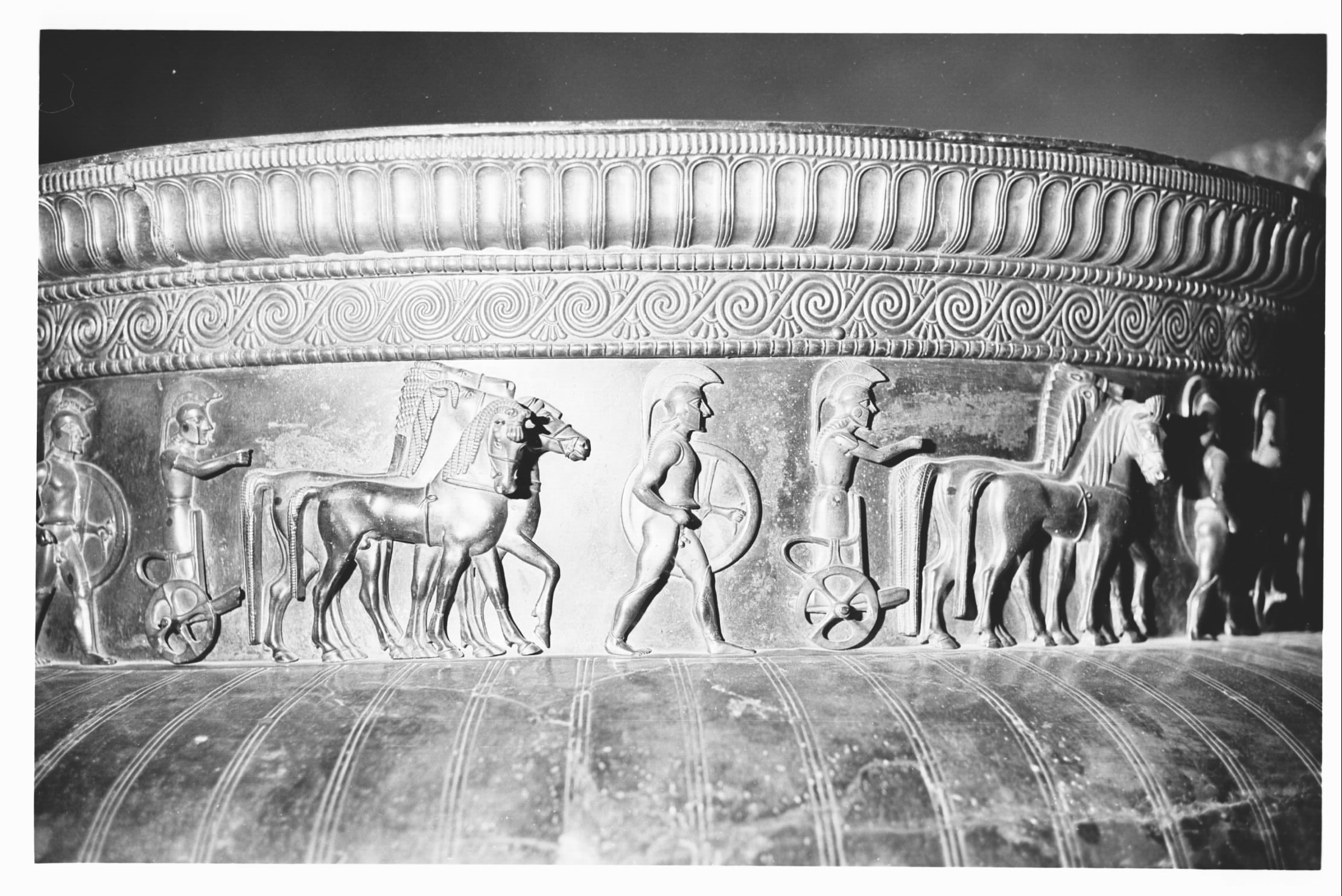
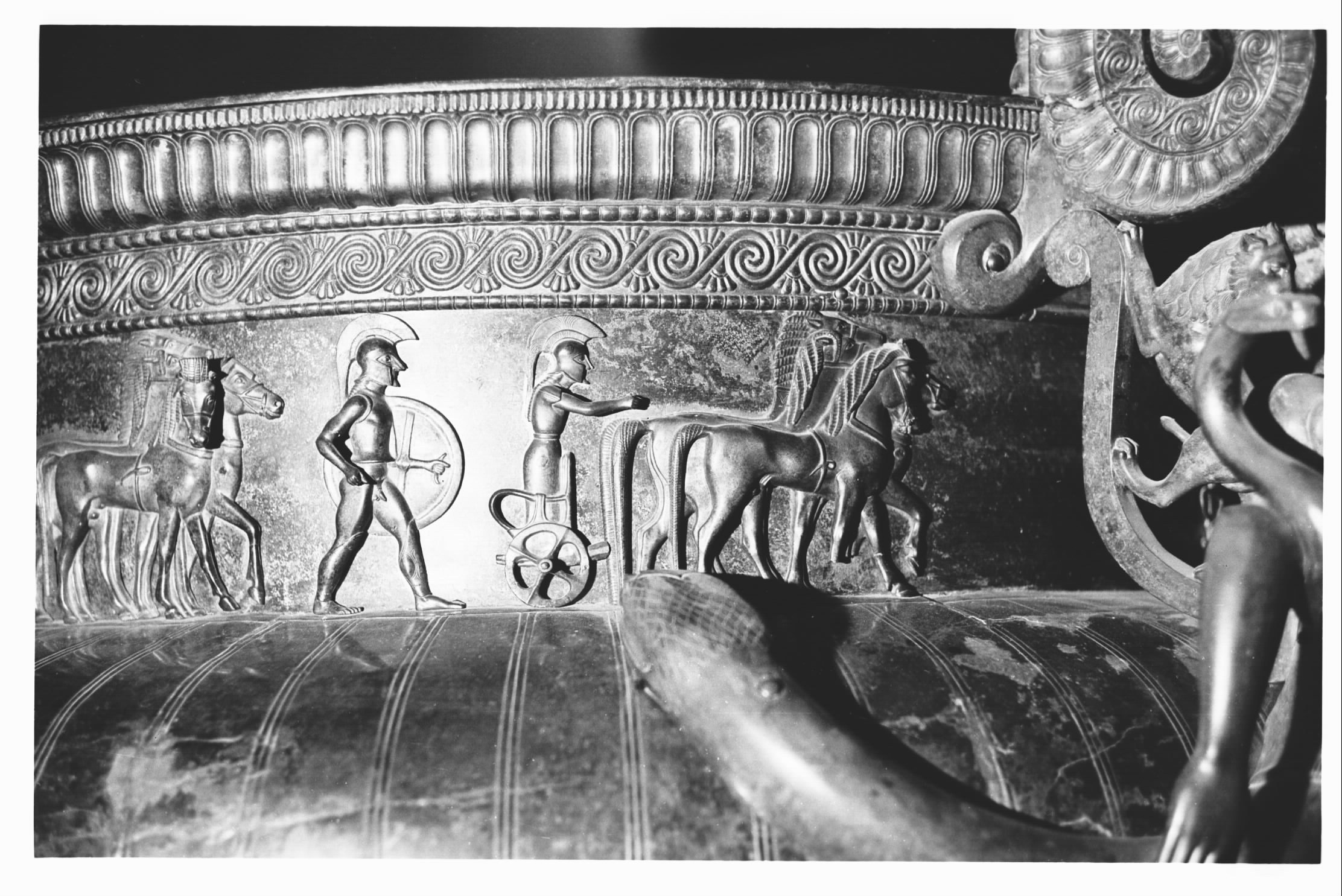
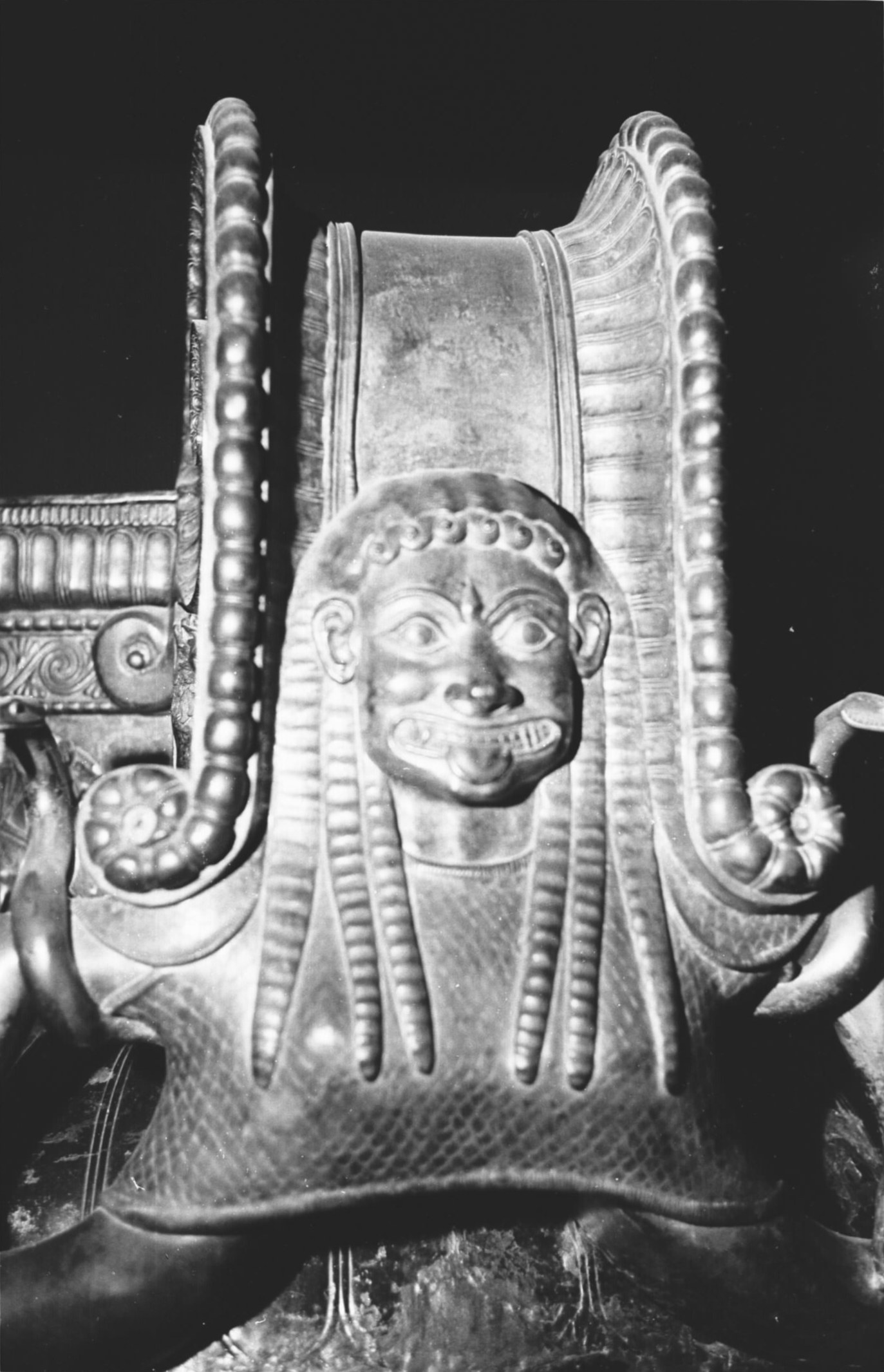
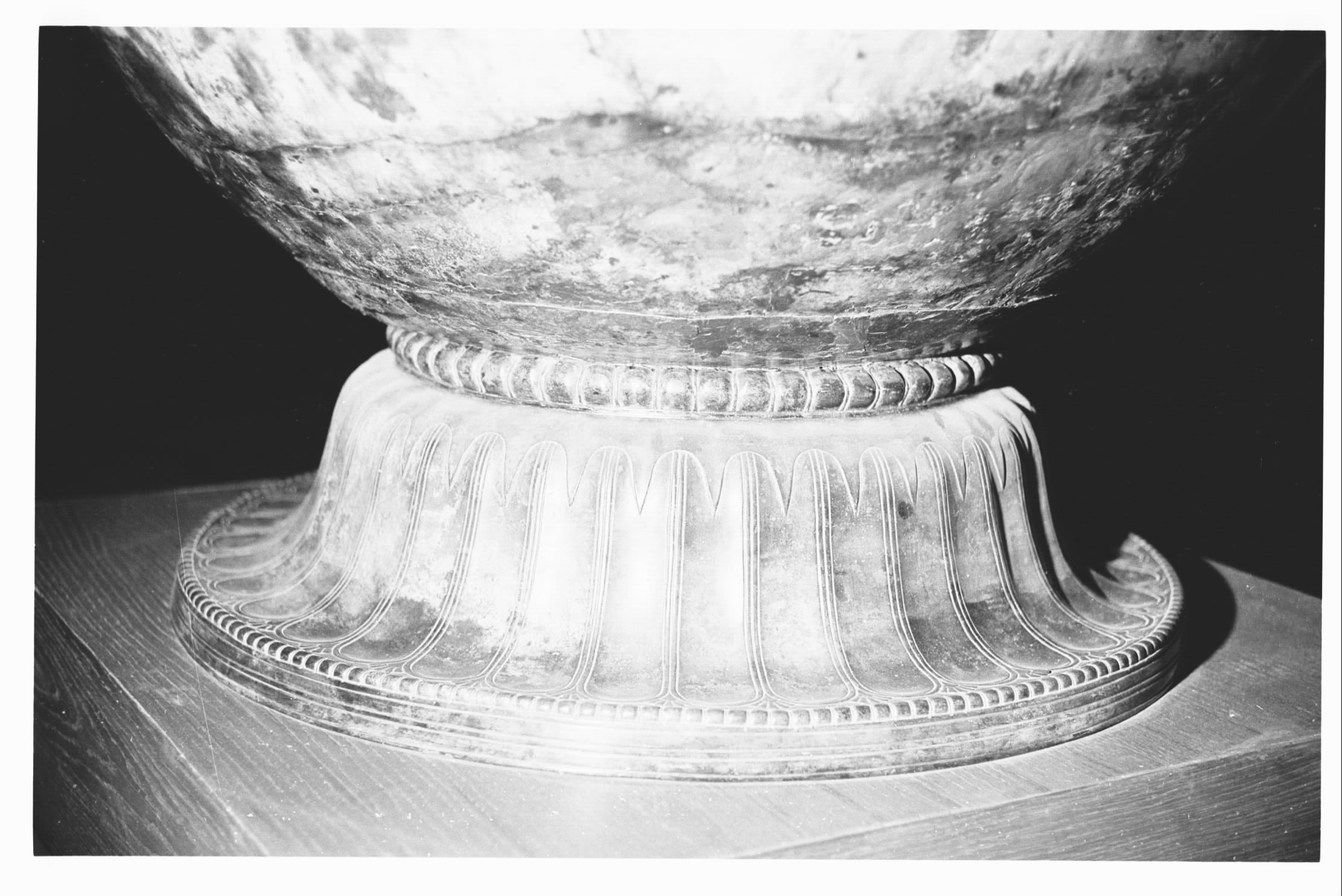